# Kolnica (dopływ Sony)
Kolnica – struga w północno-wschodniej Polsce, lewy dopływ Sony o długości 25,52 km. Płynie przez Nizinę Północnomazowiecką, w województwie mazowieckim. Do Sony uchodzi powyżej Gołotczyzny w gminie Sońsk.